# Rocky Stratocaster
George Harrison, chitarrista dei Beatles, suonò per la prima parte della sua carriera chitarre Gretsch e Rickenbacker, ma nel 1965, infine,  entrò in possesso di una Fender.

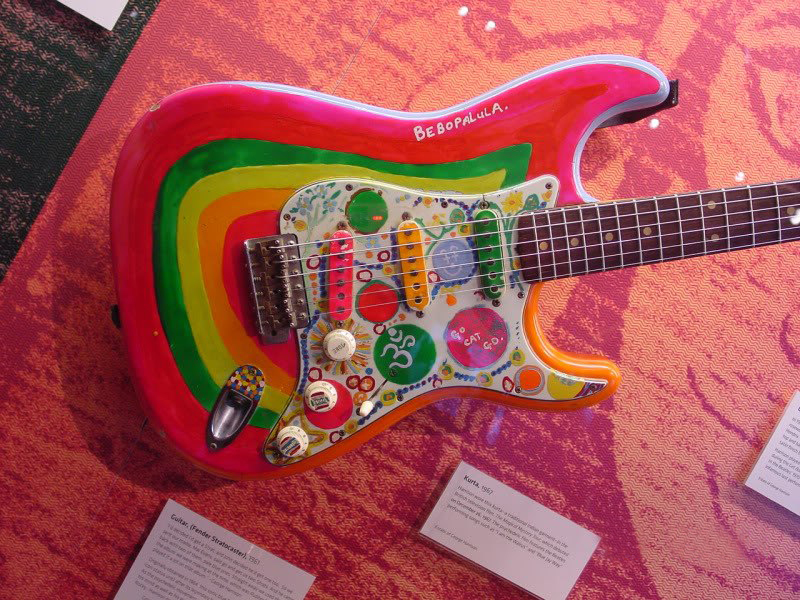
Rocky esposta al Grammy Museum di Los Angeles

## Storia
Approssimativamente tra il 15 e il 17 febbraio del 1965, John Lennon chiese al tuttofare Mal Evans di andare ad acquistare “un paio di Stratocaster”, verosimilmente, conoscendo la poca cura di Lennon per le sue chitarre, perché la sua Rickenbacker 325 Miami era giunta al capolinea. Il manager dei FabFour, Brian Epstein, sempre attento alla forma e all'ordine dei suoi ragazzi, si offrì di pagarle di tasca propria ”a patto che fossero dello stesso colore”. Fu così che, dopo qualche ora, Evans tornò con due Strato con colore custom, denominato da catalogo Sonic Blue e all'epoca abbastanza raro. Se della Strato di Lennon, a parte qualche rara fotografia di quegli anni, non si hanno più notizie da tempo, quella di George divenne ben presto leggenda.

## Con i Beatles
Le Stratocaster, nuove fiammanti, le possiamo sentire (entrambe) nella registrazione di “Nowhere Man", ed è certa la loro presenza nelle sessioni di Rubber Soul.
Nel '67, in occasione della prima trasmissione via satellite per il lancio del loro nuovo singolo, "All You Need Is Love" Harrison pitturò, in pieno trip psichedelico, la sua Strat soprannominandola "Rocky". 
"La pittura ha iniziato a staccarsi subito", ricorda nel libro “Anthology”. "Eravamo soliti dipingere tutto in quel periodo: le nostre case, i nostri vestiti, le nostre auto, il nostro negozio, tutto..  In quei giorni quel tipo di pittura era molto rara, ma avevo scoperto dove acquistarla, era una roba molto spessa e gommosa. Avevo a disposizione pochi colori e ho dipinto la Strat, in maniera non molto artistica, perché la vernice era troppo densa. Ho utilizzato anche alcuni smalti di mia moglie Pattie, per esempio quello con i brillantini sulla paletta".
Qualche mese dopo, questa chitarra ha un posto di rilievo nel video di "I Am The Walrus" all'interno del film "Magical Mystery Tour".

## Anni da solista
Harrison suonò anche dal vivo durante la sua carriera solista questa chitarra per tutta la prima metà degli anni ‘70. Successivamente se ne persero le tracce per poi ricomparire durante le sessioni di “Anthology” verso la metà degli anni '90 quando era stata regolata dal suo proprietario per essere utilizzata come chitarra slide: la si può sentire suonare, ultima volta in un disco, nell'attacco e nell'assolo del terzultimo singolo dei Beatles “Free as a bird”.

## Storia recente
L'ultima apparizione pubblica di questa chitarra su un palco risale al 29 novembre 2002 durante il “Concert for George” nelle mani dell'allora chitarrista della band di Eric Clapton, Andy Fairweather-Low. È stata recentemente (2013) esposta in un museo californiano per un breve periodo. 

## Multimedia
Recentemente, attraverso un'applicazione della Apple per IPad è possibile osservare da vicino, fin nei minimi dettagli questo oggetto dalla storia tanto particolare.

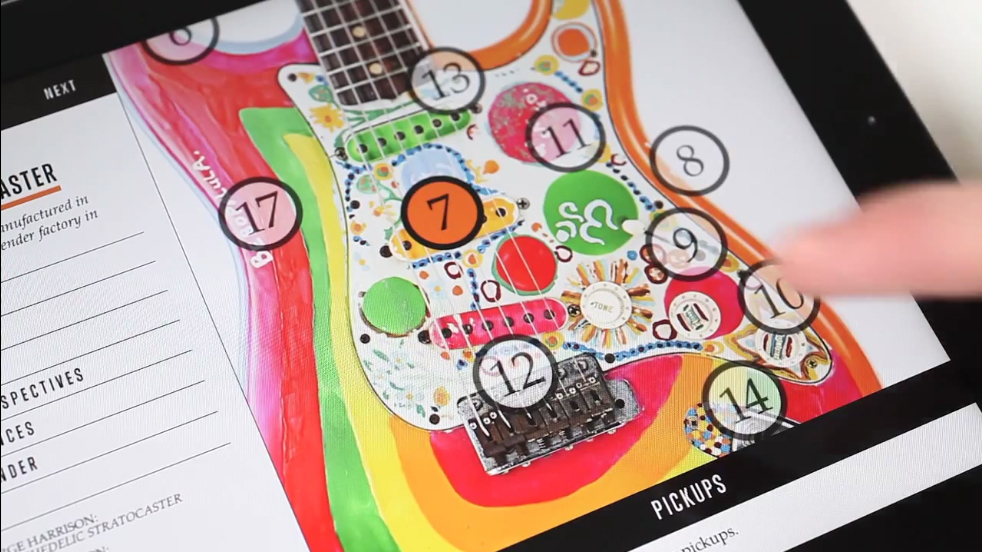
Rocky visionabile sull'applicazione Apple